# Anaspis diversipes
Anaspis diversipes is een keversoort uit de familie bloemspartelkevers (Scraptiidae). De wetenschappelijke naam van de soort is voor het eerst geldig gepubliceerd in 1933 door Pic.